# Gradus ad Parnassum

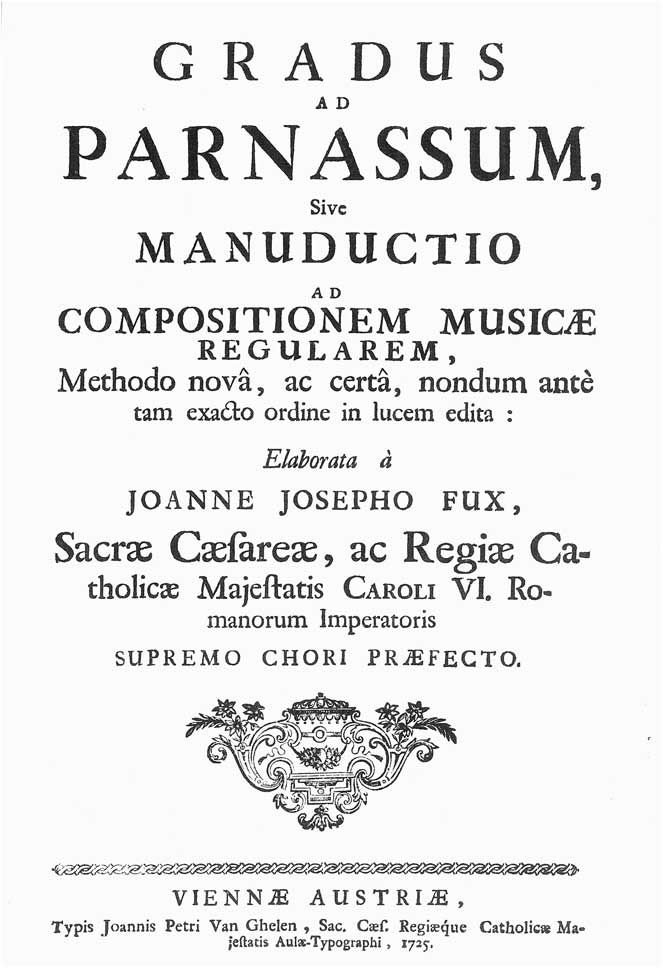
El Gradus por Johann Joseph Fux (1725).

Un Gradus ad Parnassum (frase en latín que significa «Ascenso al Parnaso»), a veces llamado simplemente Gradus, es un libro de enseñanza de literatura, la música o las artes en general. El monte Parnaso es la casa, en la mitología griega y latina, de las nueve musas, diosas de las Artes.

## Teología
La obra más célebre e influyente de San Juan Clímaco se hallaba escrita en griego, y llevaba por título Η Κλίμαξ Θείας ανόδου (E clímax Theías anódu, “La escalera del divino ascenso”), ampliamente divulgada en latín como Scala Paradisi o Gradus ad Parnassum.

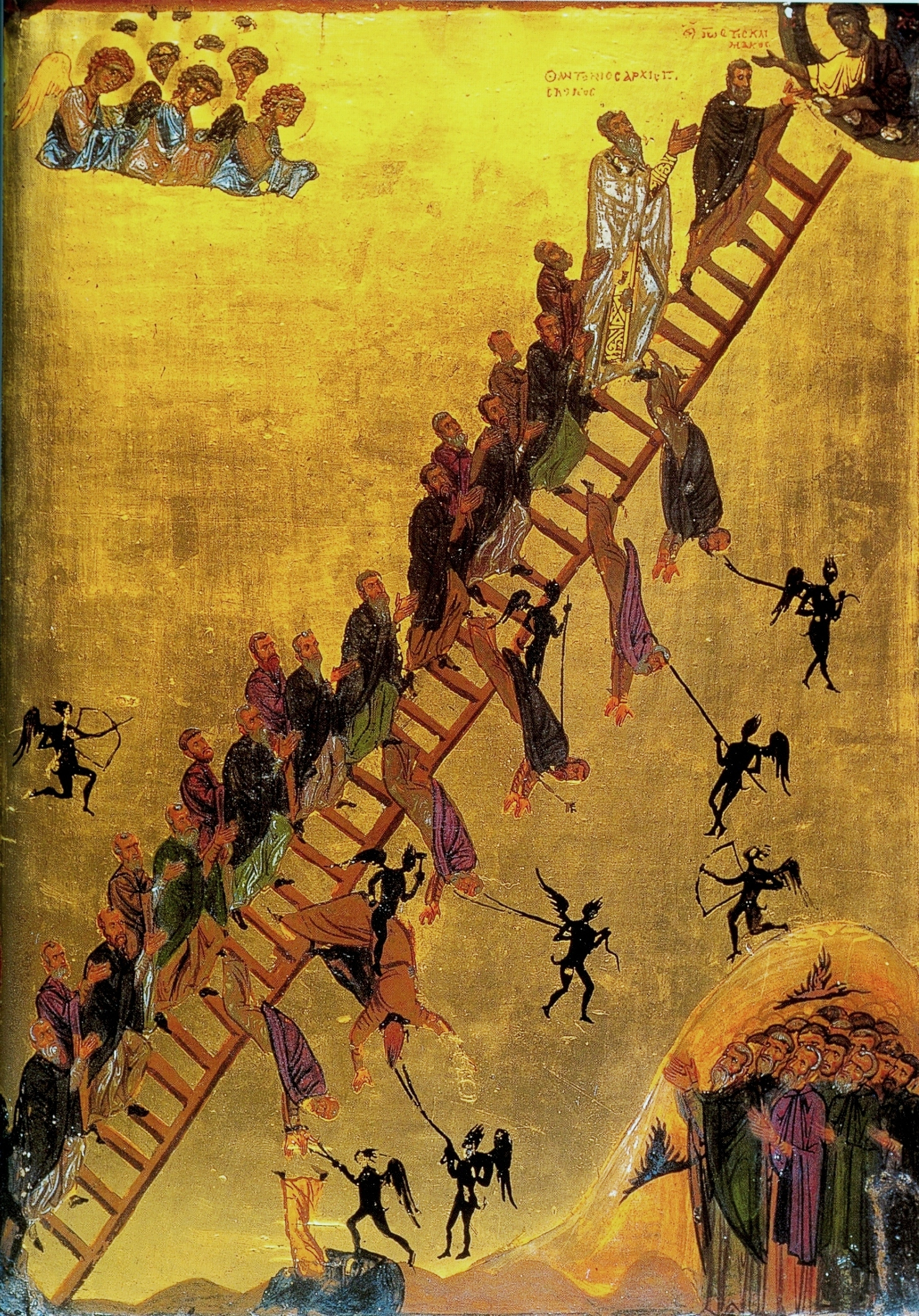
La Escalera del divino ascenso, Monasterio de Santa Catalina

## Poesía
Asimismo se ha aplicado este término a un diccionario de latín o de griego en el que la longitud de cada vocal se ha indicado en el propósito de ayudar a la versificación del latín o griego (estando la métrica de los poemas antiguos basada en la cantidad vocálica).
Siempre para ayudar al estudiante, este tipo de trabajos reunió también para cada entrada sinónimos, epítetos y expresiones poéticas, así como fragmentos de obras famosas (como el compilado en 1687 por el jesuita Paul Aler).

## Música

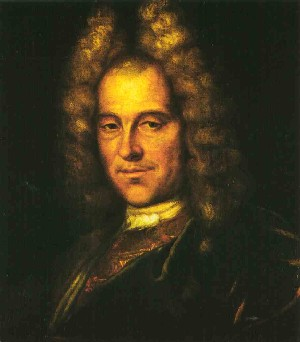
Johann Joseph Fux

El término se aplicó más tarde a la música: Johann Joseph Fux publicó su Gradus ad Parnassum en 1725. Se trata de un tratado de la enseñanza del arte del contrapunto que parte del cantus firmus. Este libro fue un gran éxito, y fue utilizado para la educación musical, entre otros, de Mozart y de Haydn.
A otras series de ejercicios de música se les dio este título, por ejemplo para piano, por Muzio Clementi y Carl Czerny, o para el violín por Ernst Heim.
Claude Debussy hizo parodia de este tipo de colección titulando Doctor Gradus ad Parnassum (una alusión a Clementi) la primera parte de la suite para piano Children's Corner.

## Últimas ediciones
- Johann Joseph Fux, Gradus ad Parnassum, texte original intégral, introduction, traduction et notes de Jean-Philippe Navarre, Éditions Mardaga, 2000. ISBN 2870097425
- Johann Joseph Fux, Gradus ad Parnassum - Traité de contrepoint, avec disque compact, traduction du texte latin de Jo Anger-Weller et Irène Saya, Éditions Henry Lemoine, 97 pages, 2012.